# Kooperativa Förbundet
Kooperativa Förbundet, oft abgekürzt KF, ist eine schwedische Konsumgenossenschaft und die Dachorganisation der ca. 60 Konsumvereinigungen in Schweden, die zusammen etwa 2,9 Millionen Mitglieder haben. Ihr Sitz ist in Stockholm. Alternativ gibt es auch den Namen Coop.

## Geschichte bis 1945

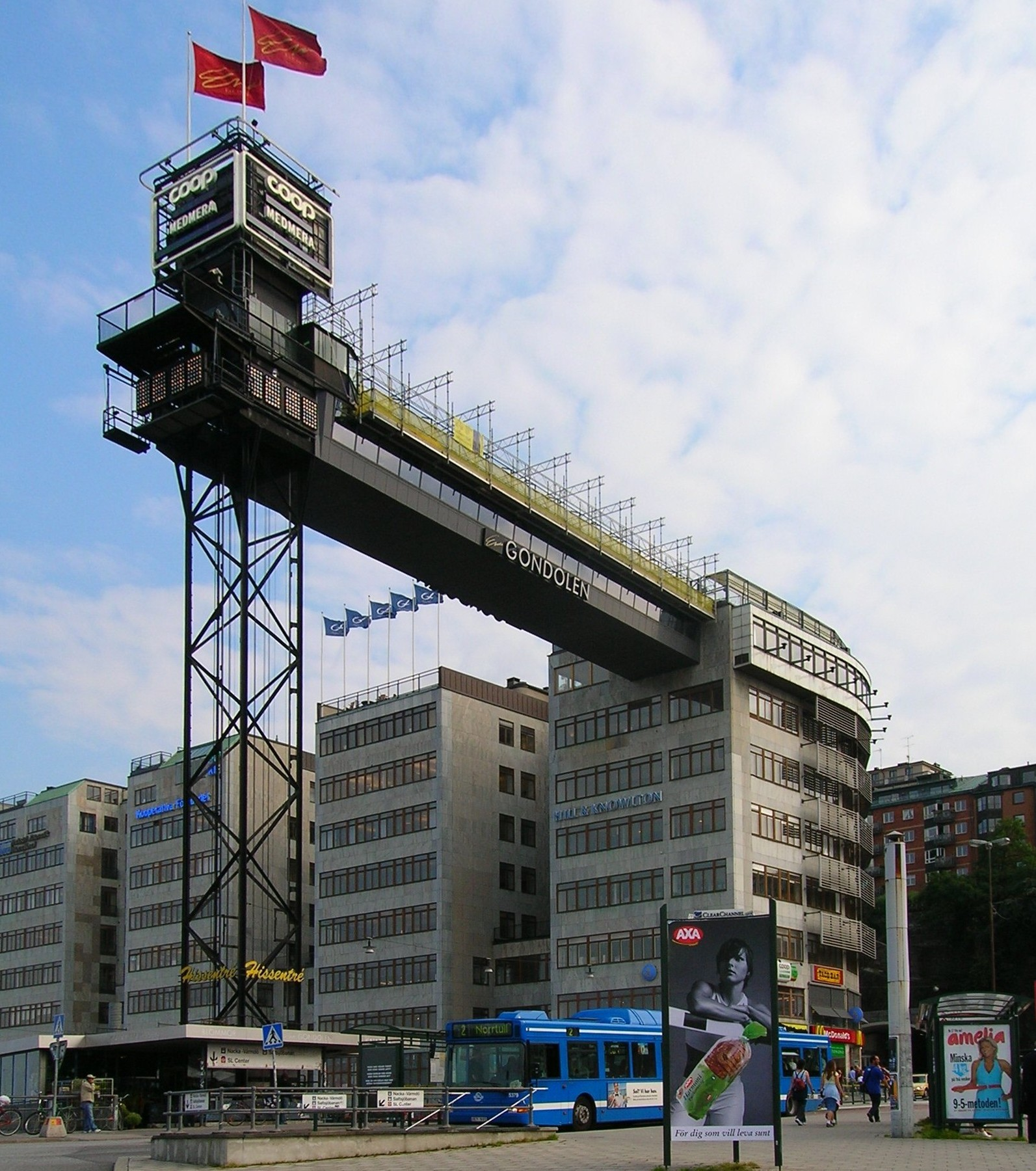
Das ehemalige Hauptbüro des Konzerns am Slussen in Stockholm (2005). Das Hauptbüro befindet sich heute in Solna.

Der Kooperativa Förbundet, KF, wurde als Großeinkaufsgesellschaft schwedischer Konsumgenossenschaften am 4. September 1899 gegründet. Als Vorbild fungierte das britische Genossenschaftswesen, namentlich die britische Co-operative Wholesale Society. Die Idee war, den Mitgliedsgenossenschaften billige und qualitativ hochwertige Waren des täglichen Bedarfes zum Weiterverkauf anzubieten und Monopoltendenzen im Handel zu bekämpfen. Der Gewinn sollte, nach notwendigen Investitionen, wieder an die Mitglieder zurückfließenden.
Bei der Gründung von KF waren auch bürgerlich-liberale Genossenschaftsbefürworter aktiv, wie etwa Gerhard Halfred von Koch. Das Konsumgenossenschaftswesen wendete sich aber hauptsächlich den armen Teil der Bevölkerung; die Bewegung des Kooperativen Förbundet ist eng mit der schwedischen Arbeiterbewegung verflochten. In der Anfangszeit weigerte sich Unternehmen ihre Produkte an die Genossenschaft zu liefern. KF war anfangs Lieferblockaden u. a. aus der Margarineindustrie ausgesetzt und baute daraufhin eigene Produktionen auf. In eigenen Fabriken wurden Lebensmittel produziert, die unter eigene Marken angeboten wurden. Dies führte dazu, dass KF unter seinem langjährigen und charismatischen Generaldirektor Albin Johansson in der Zwischenkriegszeit eine höchst aktive antimonopolistische Politik betrieb. 1921 startete die erste eigene Margarinefabrik in Norrköping und bald konnte KF die Margarinepreise senken. Im Takt mit der eigenen Expansion konnte KF allmählich die Lebensmittelkosten für seine Mitglieder reduzieren. Non-Food-Produkte kamen hinzu, beispielsweise forderte KF mit seiner Eigenproduktion an Glühlampen (Luma) das internationale Glühlampenkartell heraus. Andere Bereiche der Eigenproduktion betrafen Porzellan (Gustavsberg) und Gummiprodukte wie Galoschen und später Autoreifen (Gislaved). Diese wurden in den Ladenketten der Mitgliedsgenossenschaften (Konsum) und eigenen Warenhäusern, zum Beispiel PUB, 1934, Domus, ab 1956, ab 1970 in den Selbstbedienungsgroßmärkten OBS!, vertrieben. Im eigenen Architekturbüro (KFAI), das bis in die 1970er Jahre hinein existierte, wurden die Fabriken, Kaufhäuser und Konsumläden von namhaften Architekten entworfen. Während der 1930er Jahre war KF eines der wichtigsten Unternehmen in Schweden und dominierte im Einzelhandel.

## Geschichte nach 1945

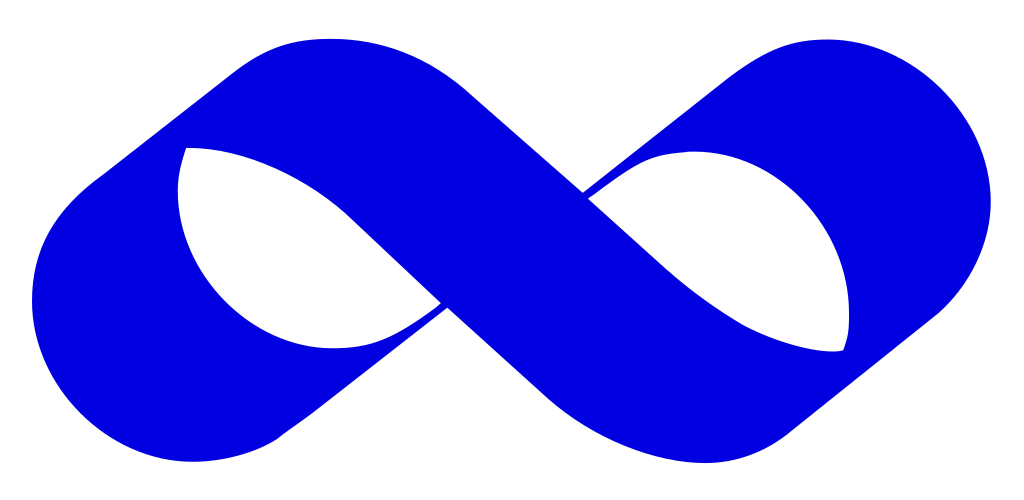
Kooperativa Förbundets Logo
1967–1995

Nach dem Zweiten Weltkrieg öffneten sich neue europäische und überseeische Märkte, mehr Freihandel war die Devise. Die Tendenzen der privaten Einzelhandelskaufleute, sich zu organisieren, verstärkten sich und die Konsumläden erhielten wachsende Konkurrenz durch Kettenorganisationen wie ICA. Immer wieder musste die Dachorganisation KF einzelnen in Schwierigkeiten geratenen Mitgliedsgenossenschaften finanziell aushelfen, was Spannungen mit den besser wirtschaftenden Mitgliedern nach sich zog. Dazu kam, dass Konkurrenzunternehmen im Einzelhandel auch hervorragende und preisgünstige Produkte von KF nicht ins Sortiment aufzunehmen bereit waren. Die ökonomischen Vorteile der eigenen Produktion verschwanden so mehr und mehr, da es billiger wurde, fertige Produkte zu importieren. Demzufolge wählte KF im Laufe der 1970er und 1980er Jahre den Weg, die eigene Produktion von Waren einzustellen und die Produktionsmittel zu verkaufen. So konnte auch der notwendige Strukturwandel innerhalb der schwedischen Konsumgenossenschaftsbewegung, das heißt der Abbau des föderalistischen Modells und der Übergang zu einer stärker vereinheitlichten Konzernstruktur, finanziert werden. Ende der 1990er Jahre wurde, zusammen mit den dänischen (Coop amba) und norwegischen (Coop Norge S/A) Konsumgenossenschaften, die Aktiengesellschaft Coop Norden gebildet. Im Jahre 2007 wurde die Zusammenarbeit wieder beendet.

## KF ab 2006
Für KF war der Umstellungsprozess nach 1980 lang, schwer und kompliziert. KF hat wichtige Marktanteile an den schwedischen Konkurrenten ICA und an Discounter verloren. Im Jahr 2006 war KF jedoch wieder ein gewinnbringendes Unternehmen mit einem Jahresumsatz von ca. 2,6 Milliarden Euro.
KF gehört ein Viertel der Einkaufsgemeinschaft der größten genossenschaftlichen Einzelhandelsunternehmen in Skandinavien, Coop Trading. Daneben halten die Coop Partner aus Dänemark, Finnland und Norwegen ebenfalls jeweils ein Viertel der Anteile.